# Абхазава, Якоб
Я́коб Абхаза́ва (груз. იაკობ აფხაზავა; род. 30 апреля 1991, Грузия) — грузинский футболист, нападающий грузинского клуба «Боржоми».

## Клубная карьера
Профессиональную карьеру начал в столичном «Локомотиве». Сезон 2012/13 провёл в «Колхети-1913». Следующий сезон уже выступал за испанский клуб «Культураль Леонеса». с 2015 по 2016 года выступал за мозырскую «Славию». 1 матч сыграл за «Сиони».